# Yves Laissu
Yves Laissu est un athlète français, né à Montagny-sur-Grosne le 18 février 1956, adepte de la course d'ultrafond et champion de France des 100 km en 1997.

## Biographie
Yves Laissu débute comme pompier volontaire à Cluny en 1980 avant de passer professionnel à Mâcon en 1986 pendant 30 ans. Il acquiert de nombreux titres sportifs depuis la catégorie cadet-juniors, en cross et demi-fond avec plusieurs titres de champion de Saône-et-Loire. En 1997, il est champion de France des 100 km de Mulhouse. En 2016, ses collègues rendent hommage à ses qualités professionnelles et sportives lors de son départ à la retraite.

## Records personnels
- Semi-marathon : 1 h 6 min 33 s à Nantua en 1992[2]
- Marathon : 2 h 19 min 43 s au marathon de Saint-Dizier en 1991[3]
- 100 km : 6 h 54 min 36 s aux championnats de France des 100 km  de Mulhouse en 1997[4]